# Kuinderbos
Het Kuinderbos (1100 hectare) is het grootste aaneengesloten bos van de Noordoostpolder. Gelegen aan de rand van de provincie Flevoland, grenst het aan Overijssel en Friesland. Deze boswachterij van Staatsbosbeheer is genoemd naar het voormalige Zuiderzeestadje Kuinre, dat thans gelegen is aan de rand van het Kuinderbos.
Dankzij de diversiteit aan grondsoorten kent het Kuinderbos een gevarieerde vegetatie. Op diverse plekken is er een mengeling van zure en kalkrijke grond. Hierdoor is het mogelijk dat 23 van de 27 soorten varens die in Nederland groeien in het Kuinderbos aanwezig zijn.
In het Burchtbos, het gedeelte van het bos nabij Kuinre, heeft men na de drooglegging de resten van een kasteel aangetroffen. Het gaat naar alle waarschijnlijkheid om de oudste Kuinderburcht. Deze burcht werd bewoond door de Heren van Kuinre.
Het bos is aangeplant in de periode 1947-1953. In het Kuinderbos zijn mogelijkheden voor recreatie. Er zijn wandel- en fietspaden en er is een speciale route voor mountainbikers. Ook voor ruiters heeft men een route uitgezet. Een dagkampeerterrein en een barbecueplaats zijn gesitueerd bij de voormalige Zuiderzeehaven aan de Hopweg.
Tijdens de zware storm van 18 januari 2007 zijn in het bos oude bomen van veel meer dan vijftig jaar omgewaaid.
Plaatsen rondom het Kuinderbos zijn Kuinre, Bant, Rutten en Luttelgeest.